# Römisches Licht

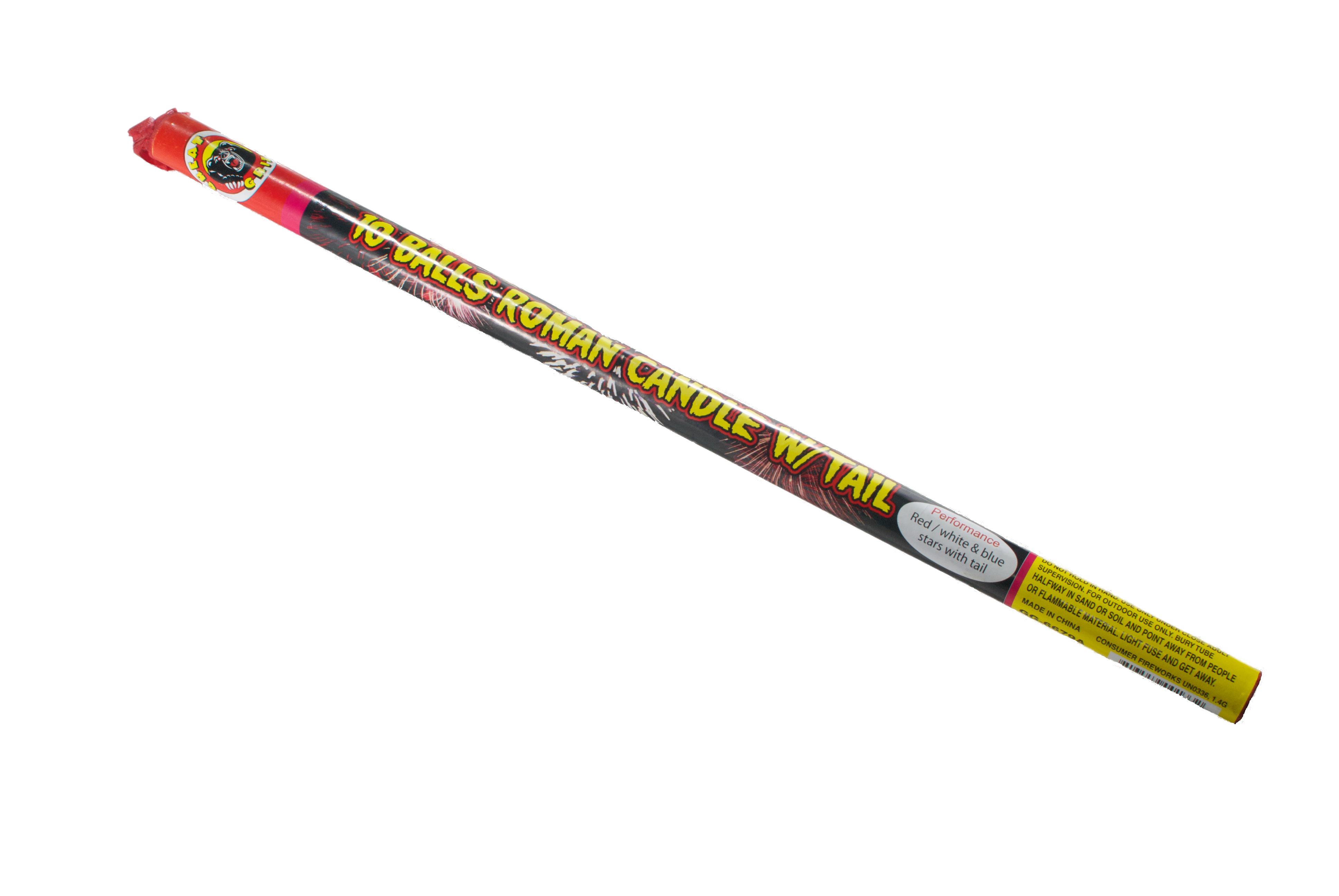
Römisches Licht

Schematischer Aufbau eines Römischen Lichts

Römisches Licht (auch „Römerkerze“ genannt, vor allem in der Schweiz auch Römische Kerze) wird ein klassischer Feuerwerkskörper genannt. Das Römische Licht schießt mehrere Effekte – gewöhnlich unterschiedlich gefärbte Leuchtkugeln – nacheinander aus demselben Rohr. Es ist wiederholt mit einer Wechselfolge von Effektkörper, Ausstoßladung und Verzögerungssatz gefüllt, welche nacheinander von oben nach unten abbrennen. 
Ist anstelle von Leuchtkugeln oder Kometen eine Bombette verladen, so spricht man von einem Bombenrohr. 
In einigen Staaten, etwa in Finnland und den Niederlanden, sind Römische Lichter wegen der mit unsachgemäßer Handhabung verbundenen Unfallgefahren verboten.